# 三河の田楽
三河の田楽（みかわのでんがく）は、愛知県北東部（奥三河）の田峯、鳳来寺、黒沢に伝わる民俗芸能・田楽の総称。これら3つの地区の田楽は三河の三田楽として、国指定（1978年5月22日）重要無形民俗文化財となっている。

## 概要
田峯田楽（愛知県北設楽郡設楽町田峯鍛治沢）田峯観音（高勝寺・十一面観音）の祭として、毎年2月11日に奉納される。昼田楽、夜田楽、朝田楽の三部構成である。かつては夜通しの行事であったが、現在は夜半で終了する。
鳳来寺田楽（愛知県新城市門谷字鳳来寺）三河の古刹鳳来寺に伝わる。『鳳来寺縁起』によれば、鬼を供養する修正会として始まったとされる。毎年1月3日（1972年までは旧暦1月3日）に行われ、能などが混ざった27番の曲を演じる。
黒沢田楽（愛知県新城市七郷一色字黒沢）俗に墨付け田楽、あるいは墨塗り田楽と呼ばれて親しまれている。毎年2月の第一日曜日（かつては旧暦1月6日）に行われていたが、2018年から休止している。鍵取り屋敷である荻野家の宝刀を先頭に行列を作って峯福寺阿弥陀堂まで登り37番の芸能を行う。